# Колмэн, Юджин
Юджин Эрнест Колмэн (англ. Eugene Ernest Colman, 11 октября 1878, Мертон — 20 июля 1964, Уимблдон) — английский шахматист, мастер.

## Биография
Родился в семье архитектора Эрнеста Гершома Колмэна (англ. Ernest Gershom Colman, 1851—1935). Окончил Кембриджский университет по специальности юриспруденция. Работал в одном из Малайских султанатов. Участвовал в соревнованиях в свободное от основной работы время. После выхода на пенсию остался жить в Юго-Восточной Азии. Создал большое количество молодежных шахматных клубов на всей территории Малаккского полуострова.
После оккупации Японией Малаккского полуострова Колмэн был помещен в лагерь для интернированных гражданских лиц Чанги на территории современного Сингапура. В этом лагере он находился с 1942 по 1945 гг.
После окончания Второй Мировой войны Колмэн вернулся в Англию. Он жил в Уимблдоне и активно участвовал в работе местного шахматного клуба.

## Вклад в теорию дебютов
Колмэн разработал вариант в одном из разветвлений защиты двух коней: после 1. e4 e5 2. Кf3 Кc6 3. Сc4 Кf6 4. Кg5 d5 5. ed Кa5 6. Сb5+ c6 7. dc bc 8. Фf3 он предложил играть 8… Лb8. Этот вариант Колмэн анализировал, находясь в тюрьме. После возвращения в Англию он назвал свою разработку уимблдонским вариантом.

## Спортивные результаты
| Год  | Город          | Соревнование                                                 | + | − | = | Результат | Место |
| ---- | -------------- | ------------------------------------------------------------ | - | - | - | --------- | ----- |
| 1910 | Гамбург        | 17-й конгресс Германского шахматного союза (побочный турнир) |   |   |   |           | 9—10  |
|      | Оксфорд        | Чемпионат Великобритании                                     |   |   |   |           | 6—7   |
|      | Лондон         | Турнир английских шахматистов                                |   |   |   |           | 10    |
|      | Амстердам      | Матч с Й. Эссером                                            |   |   |   | [ 6 ]     |       |
| 1911 | Танбридж-Уэллс | Турнир английских шахматистов                                |   |   |   |           | 3—4   |
| 1919 | Лондон         | Турнир английских шахматистов                                |   |   |   |           | 10—11 |
| 1923 | Маргет         | Международный турнир                                         | 1 | 6 | 0 | 1 из 7    | 7     |